# دونا فلوید
 دونا فلوید (انگلیسی: Donna Floyd؛ زاده ۱۴ اکتبر ۱۹۴۰) یک تنیس‌باز اهل ایالات متحده آمریکا است. 